# I’ve Got a Voice

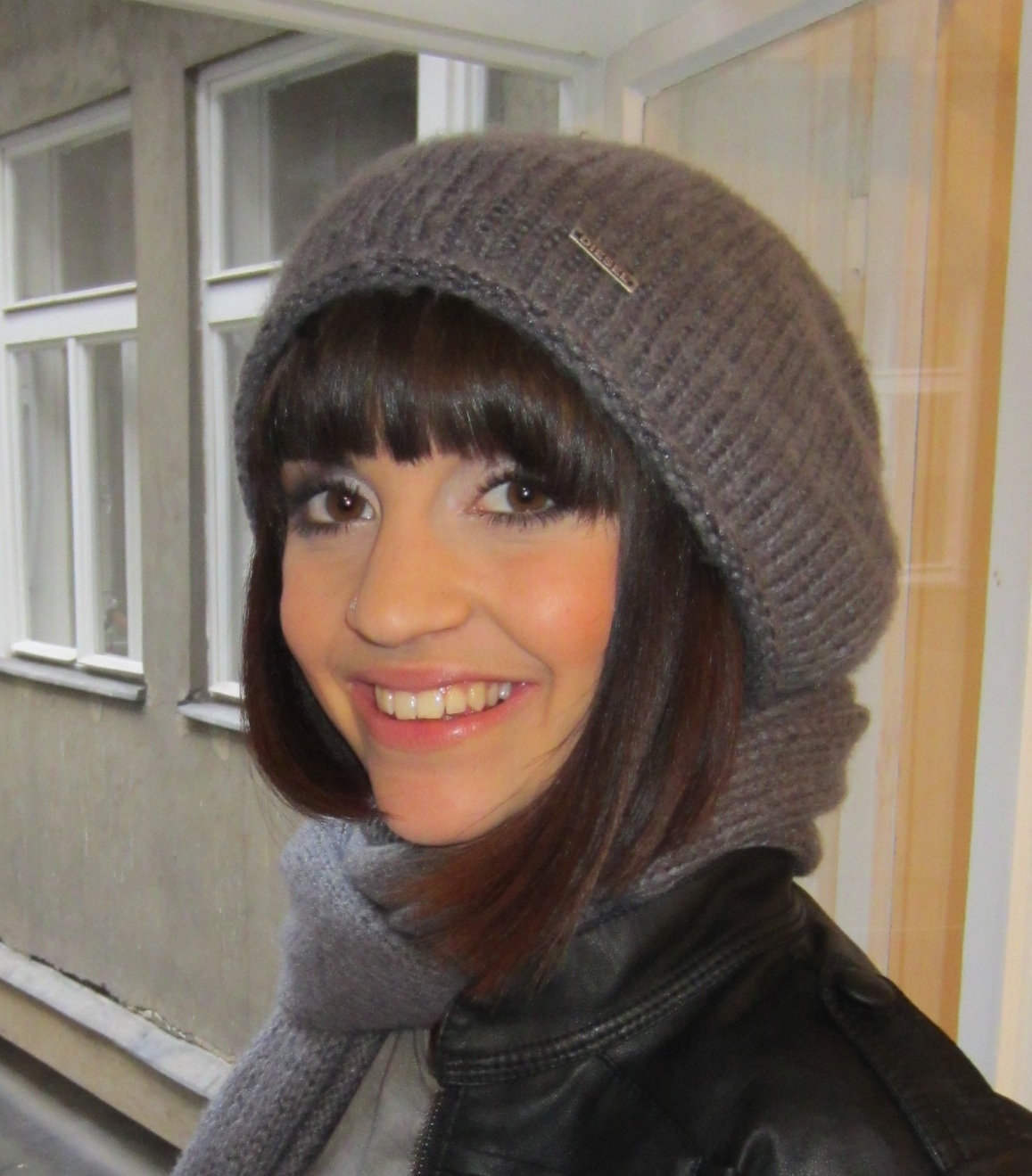
Nadine Beiler (2011)

I’ve Got a Voice ist das zweite Album der österreichischen Sängerin Nadine Beiler.

## Entstehungsgeschichte und Musikstil
Nadine Beiler vertrat mit der Ballade „The Secret Is Love“ Österreich beim Eurovision Song Contest 2011. Dazu wurde, laut Produzent Thomas Rabitsch in „Rekord-Zeit“, ein komplettes Album aufgenommen. Dieses erschien am 13. Mai 2011, einen Tag vor dem ESC-Finale. I’ve Got a Voice enthält, im Gegensatz zu ihrem ersten Album, ausschließlich englischsprachige Musiktitel, nachdem sie mit ihrem deutschsprachigen Album nicht zufrieden war. Ein Ziel ist, den deutschen Musikmarkt zu erschließen und international bekannter zu werden.
Auf dem Album sind Lieder der Genres Soul, R&B, sowie Balladen und Up-Tempo-Popsongs enthalten. Vier der Songs nahm Beiler bereits Anfang 2010 mit dem Schlagzeuger Thomas Lang in Los Angeles auf. „You Are the Sun“ ist eine Coverversion des gleichnamigen Liedes von Hansi Lang.

## Titelliste
| Nr. | Titel                             | Text                                          | Musik                                               | Länge |
| --- | --------------------------------- | --------------------------------------------- | --------------------------------------------------- | ----- |
| 1   | I Won’t Stand in the Waiting-Line | David Lackner, Nadine Beiler                  | David Lackner, Nadine Beiler                        | 3:45  |
| 2   | Against All Rules                 | Elizabeth Lang                                | Nadine Beiler, Thomas Lang                          | 3:19  |
| 3   | The Secret Is Love                | Nadine Beiler                                 | Nadine Beiler, Thomas Rabitsch                      | 3:04  |
| 4   | Never Ever                        | Albin Janoska, Nadine Beiler                  | Albin Janoska, Nadine Beiler                        | 3:38  |
| 5   | You’re Always Black and White     | Elizabeth Lang                                | Nadine Beiler, Thomas Lang                          | 3:46  |
| 6   | Mr. Right Now                     | Elizabeth Lang                                | Nadine Beiler, Thomas Lang                          | 3:15  |
| 7   | I’ve Got a Voice                  | Nadine Beiler                                 | Nadine Beiler, Patrick Schmidinger, Vinzenz Stergin | 4:30  |
| 8   | Can I Rely on You                 | Albin Janoska, Nadine Beiler                  | Albin Janoska, Nadine Beiler                        | 3:31  |
| 9   | Keep Up with Me                   | Albin Janoska, Nadine Beiler                  | Albin Janoska, Nadine Beiler                        | 4:21  |
| 10  | You Are the Sun                   | Hansi Lang, Thomas Rabitsch, Wolfgang Schlögl | Hansi Lang, Thomas Rabitsch, Wolfgang Schlögl       | 4:51  |
| 11  | I Wanna Thank You                 | David Lackner, Nadine Beiler                  | David Lackner, Nadine Beiler                        | 5:21  |
| 12  | Night Owls                        | Albin Janoska, Nadine Beiler                  | Albin Janoska, Nadine Beiler                        | 3:33  |
| 13  | Girl or Boy                       | Elizabeth Lang                                | Nadine Beiler, Thomas Lang                          | 3:18  |
| 14  | Turn Around                       | Mac Desi                                      | Mac Desi                                            | 4:41  |
| 15  | The Secret Is Love (Dance-Remix)  | Nadine Beiler, Thomas Rabitsch                | Nadine Beiler, Thomas Rabitsch                      | 3:47  |

## Rezeption
Der Kurier gab dem Album 3,5 von 5 Sternen. Als positiv stellen die Autoren Anna Gasteiger und Guido Tartarotti heraus, dass das Album sehr international und professionell klinge. Der Höhepunkt sei der Soul-Song „You Are the Sun“. Allerdings fehle es dem Album an Originalität und habe nichts Persönliches.

## Chartplatzierungen
| ChartsChartplatzierungen | Höchstplatzierung | Wochen |
| ------------------------ | ----------------- | ------ |
| Österreich (Ö3)          | 3 (9 Wo.)         | 9      |